# Dischidodactylus
A Dischidodactylus a kétéltűek (Amphibia) osztályába, a békák (Anura) rendjébe és a Craugastoridae családba, azon belül a Ceuthomantinae alcsaládba tartozó nem.

## Előfordulása
A nembe tartozó fajok Venezuelában honosak.

## Taxonómiai helyzete
A Dischidodactylus nemnek a Ceuthomantinae (Pristimantinae) alcsaládba sorolása DNS-szekvenálási adatok hiányában morfológiai jellemzők alapján történt. A Dischidodactylus közeli rokonságban áll a  Ceuthomantis nemmel, mellyel közös jegyeket, szinapomorfiát mutatnak. Ugyanakkor az AmphibiaWeb a Dischidodactylus nemet egy teljesen más családba, a Strabomantidae családba sorolja, ami csak távoli rokonságot mutat a Ceuthomantis nemmel.

## Rendszerezés
A nembe az alábbi fajok tartoznak:
- Dischidodactylus colonnelloi Ayarzagüena, 1985
- Dischidodactylus duidensis (Rivero, 1968)